# Der Aufpasser
Der Aufpasser (Minder) ist der Titel einer britischen Fernsehserie, die zwischen 1979 und 1994 auf dem britischen Sender ITV ausgestrahlt wurde. 
Die ursprüngliche Hauptfigur, Terry McCann (Dennis Waterman) ist ein ehemaliger Profiboxer, der nach Absitzen einer längeren Gefängnisstrafe mangels anderweitiger Beschäftigungsmöglichkeiten als Leibwächter für den unter der Bezeichnung Import-/Exportkaufmann arbeitenden Gauner Arthur Daley (George Cole) arbeitet. 
Die Serie lief über insgesamt zehn Staffeln, wobei Dennis Waterman, für den die Serie ursprünglich maßgeschneidert worden war, nach der siebten Staffel aufhörte. Seine Rolle wurde durch Arthurs Neffen Ray Daley (Gary Webster) ersetzt. 
Die Serie war als Krimikomödie konzipiert, wobei das komische Element im Laufe der Zeit immer stärker betont wurde. Letztlich ging es meist darum, dass der skrupellose Gauner Arthur seinen Leibwächter zu irgendeiner Gaunerei abstellte, die dann im Laufe der Geschichte schiefging.
Der eigentliche Charme der Serie lag vor allem im Lokalkolorit, das in der deutschen Synchronisation natürlich verlorenging. Darüber hinaus wurden die Folgen – wie seinerzeit üblich – für die deutsche Fassung gekürzt, um einerseits zeitlich in den Sendeplatz zu passen, andererseits durch das Entfernen von Gewalt- oder Nacktszenen vorabendtauglich zu werden. 
Der ursprüngliche Titelsong I Could Be So Good for You wird von Dennis Waterman gesungen und erreichte damit 1980 Platz drei der britischen Charts.
Die Band The Firm veröffentlichte 1982 den Titel Arthur Daley ('e's Alright), in dem sie die Protagonisten Terry und Arthur parodistisch interpretierten. Die Parodie erreichte Platz 14 in den Charts.

## Nachweise
1. ↑  I Could Be So Good for You bei officialcharts.com, gesichtet am 9. Mai 2022
2. ↑  Arthur Daley ('e's Alright) in der Datenbank 45cat.com, gesichtet am 9. Mai 2022
3. ↑  Arthur Daley (E's Alright) bei officialcharts.com, gesichtet am 9. Mai 2022